# Lena Dunham
Lena Dunham (/ˈlinə ˈdʌnəm/) født 13. maj 1986) er en amerikansk skuespiller, manuskriptforfatter, instruktør og forfatter.

## Biografi
Lena Dunham er født i New York City som den ældste af to børn. Søsteren Grace er født i 1992.
Hendes mor er fotografen og kunstneren Laurie Simmons, og hendes far er billedkunstneren Caroll Dunham. Både Dunhams mor og søster har haft roller i hendes film og TV-serier.
Dunham voksede op i bydelen Brooklyn og gik på Saint Anne's School, hvor hun bl.a. mødte Jemima Kirke, der senere medvirkede i filmen Tiny Furniture og tv-serien Girls, som Dunham både har skrevet manuskript til, instrueret og medvirker i.
Dunham har en bachelorgrad i creative writing fra Oberlin College i Oberlin, Ohio.

## Karriere
I 2010 vandt Dunhams film Tiny Furniture prisen "Best Narrative Feature" ved South by Southwest-festivalen. Dunham spillede selv hoverollen som Aura, mens hendes mor og søster spillede Auras mor og søster, og filmen blev optaget i Dunham-familiens eget hjem.
I 2012 indgik Dunham kontrakt med tv-kanalen HBO om TV-serien Girls, og samme sommer blev de første tre afsnit vist for et test-publikum på årets South by Southwest-festival. 15. april 2012 blev første afsnit af serien vist på TV. Dunham er blevet nomineret til en Emmy Award fire gange for hendes roller som manuskriptforfatter, skuespiller og instruktør, og hun har modtaget to Golden Globe-priser for bedste komedieserie og for bedste bedste kvindelige hovedrolle i en komedie- eller musicalserie. I februar 2013 vandt Dunham som første kvinde en Directors Guild of America Award som bedste instruktør af en komedieserie.
Der er indtil videre blevet vist tre sæsoner af Girls, og serien er blevet forlænget med en fjerde, som vil blive vist fra januar 2015.
30. september 2014 udgav Dunham bogen Not That Kind of Girl: A Young Woman Tells You What She's "Learned" på forlaget Random House.

## Filmografi
| År   | Film                     | Rolle          | Bemærkninger                              |
| ---- | ------------------------ | -------------- | ----------------------------------------- |
| 2006 | Dealing                  | Georgia        | Kortfilm Manuskriptforfatter, instruktør  |
| 2007 | Una & Jacques            |                | Kortfilm                                  |
| 2009 | The House of the Devil   | "911 operator" | Stemme                                    |
| 2009 | Creative Nonfiction      | Ella           | Manuskriptforfatter, instruktør, redaktør |
| 2009 | The Viewer               | Stemme         | Kortfilm                                  |
| 2009 | Family Tree              | Lena           | Kortfilm                                  |
| 2010 | Gabi on the Roof in July | Colby          |                                           |
| 2010 | Tiny Furniture           | Aura           | Manuskriptforfatter, instruktør           |
| 2011 | The Innkeepers           | Barista        |                                           |
| 2012 | Nobody Walks             |                | Medforfatter                              |
| 2012 | Supporting Characters    | Alexa          |                                           |
| 2012 | This is 40               | Cat            |                                           |
| 2014 | Happy Christmas          | Carson         |                                           |

## Tv-optrædener
| År    | Program                   | Rolle          | Bemærkninger                                 |
| ----- | ------------------------- | -------------- | -------------------------------------------- |
| 2007  | Tight Shots               |                | Manuskriptforfatter, instruktør, redaktør    |
| 2009  | Delusional Downtown Divas | Oona           | Manuskriptforfatter, instruktør, producer    |
| 2012- | Girls                     | Hannah Horvath | Manuskriptforfatter, instruktør, producer    |
| 2014  | Adventure Time            | Betty          | Sæson 5, episode 48                          |
| 2014  | Saturday Night Live       | Vært           | Sæson 39, afsnit 15, med bandet The National |